# Sliprännor

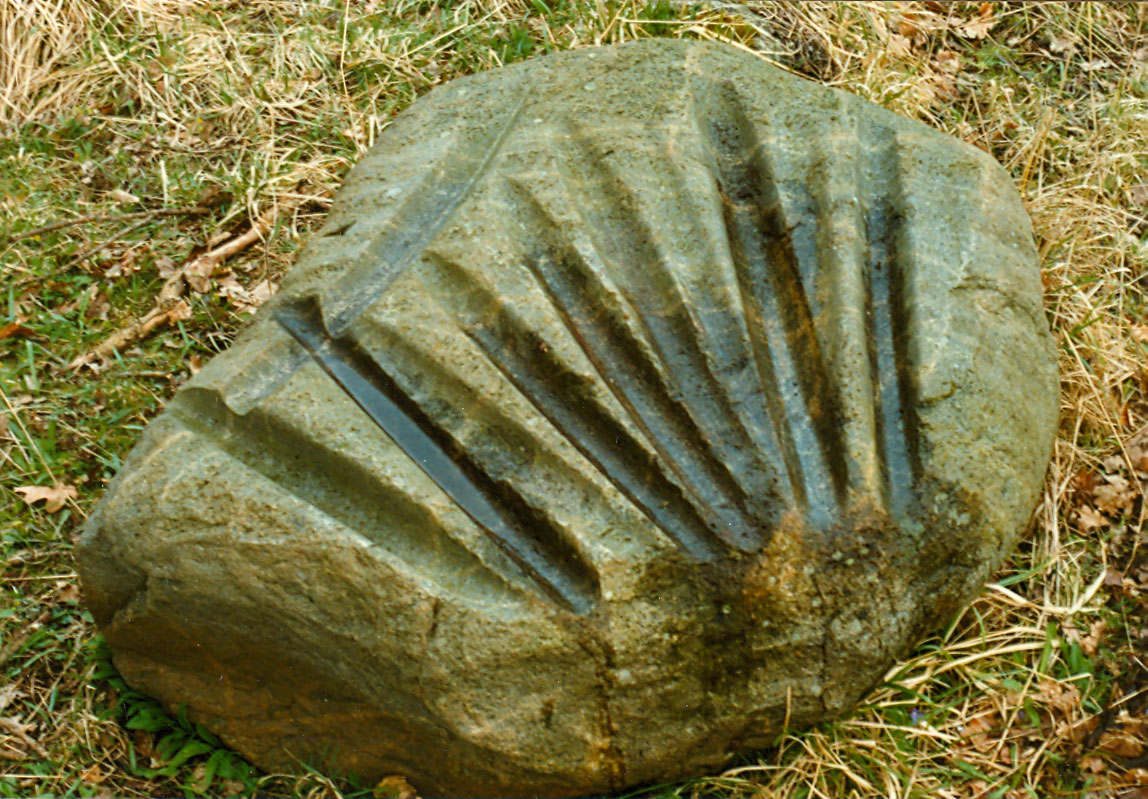
Sliprännor, Dibjärs, Hörsne, Gotland.

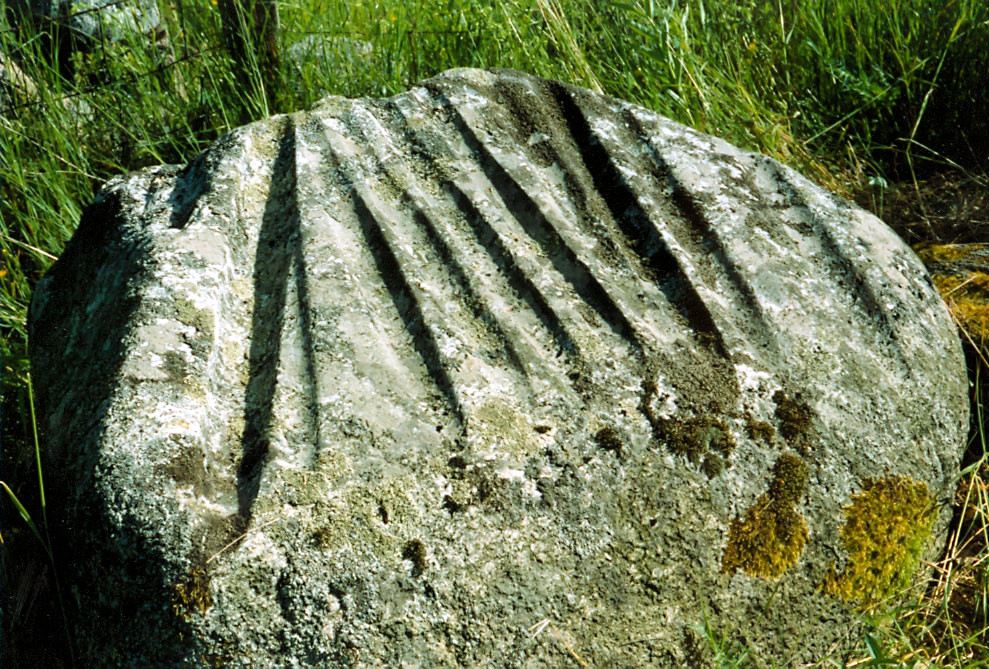
Sliprännor, Ronehamn, Gotland.

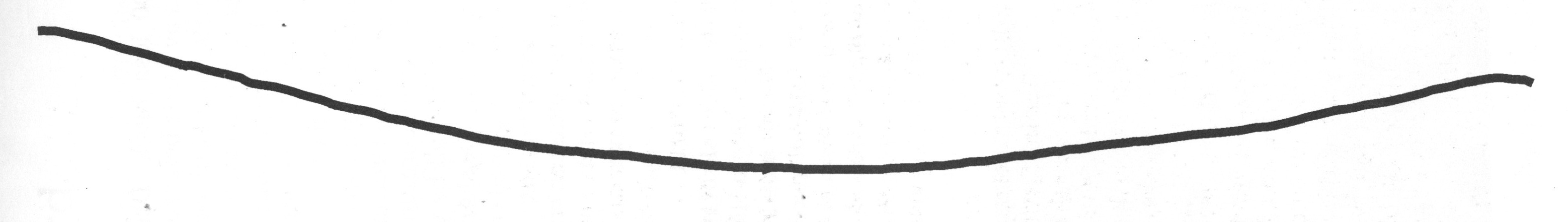
Slipränna i längdsnitt. Uppmätt i block från Häffinds, Burs, Gotland. Bilden visar en profiluppmätt slipränna. De flesta gotländska sliprännor har en botten som nära nog exakt följer en cirkel (konkava). Vid ändarna är de dock avrundade (konvexa).

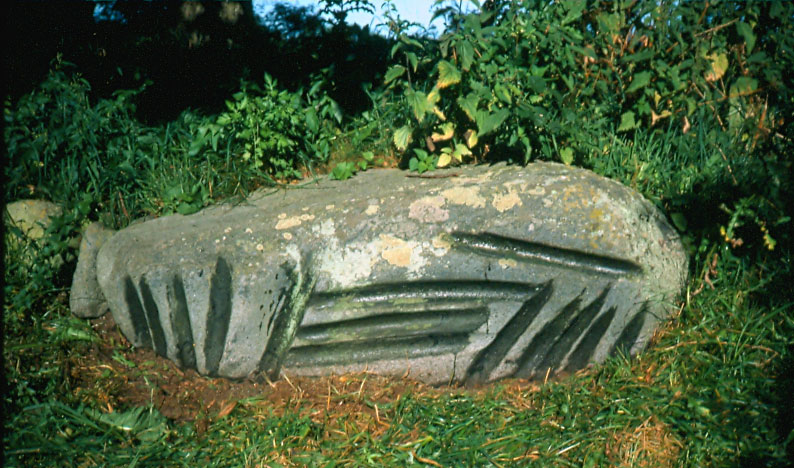
Sten med sliprännor inlagd i kantkedjan av förhistorisk grav. Rännorna på sidan av blocket. Burgsvik, Gotland. RAÄ Öja 2:1

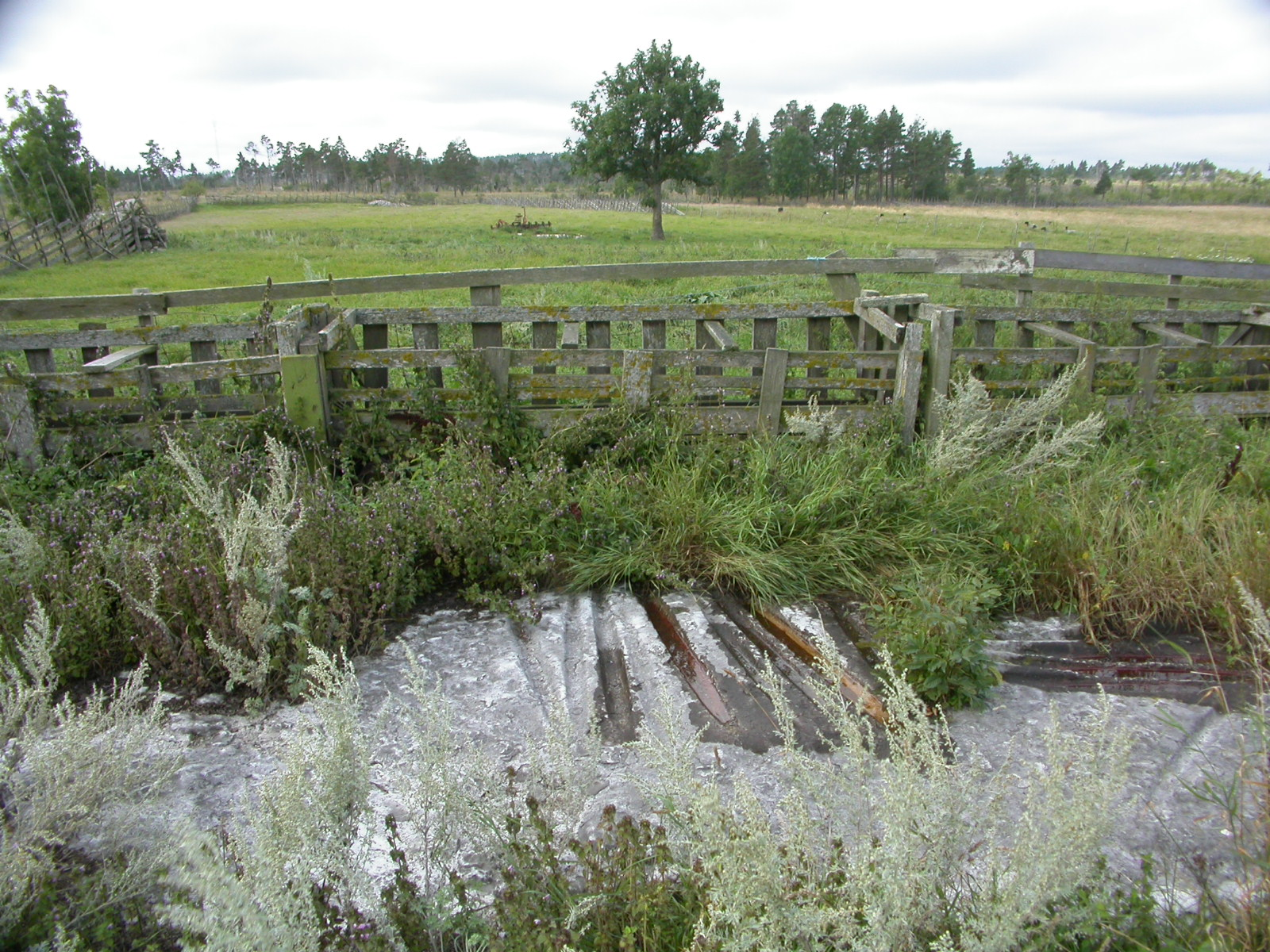
Sliprännor i Hajdeby, Gotland.

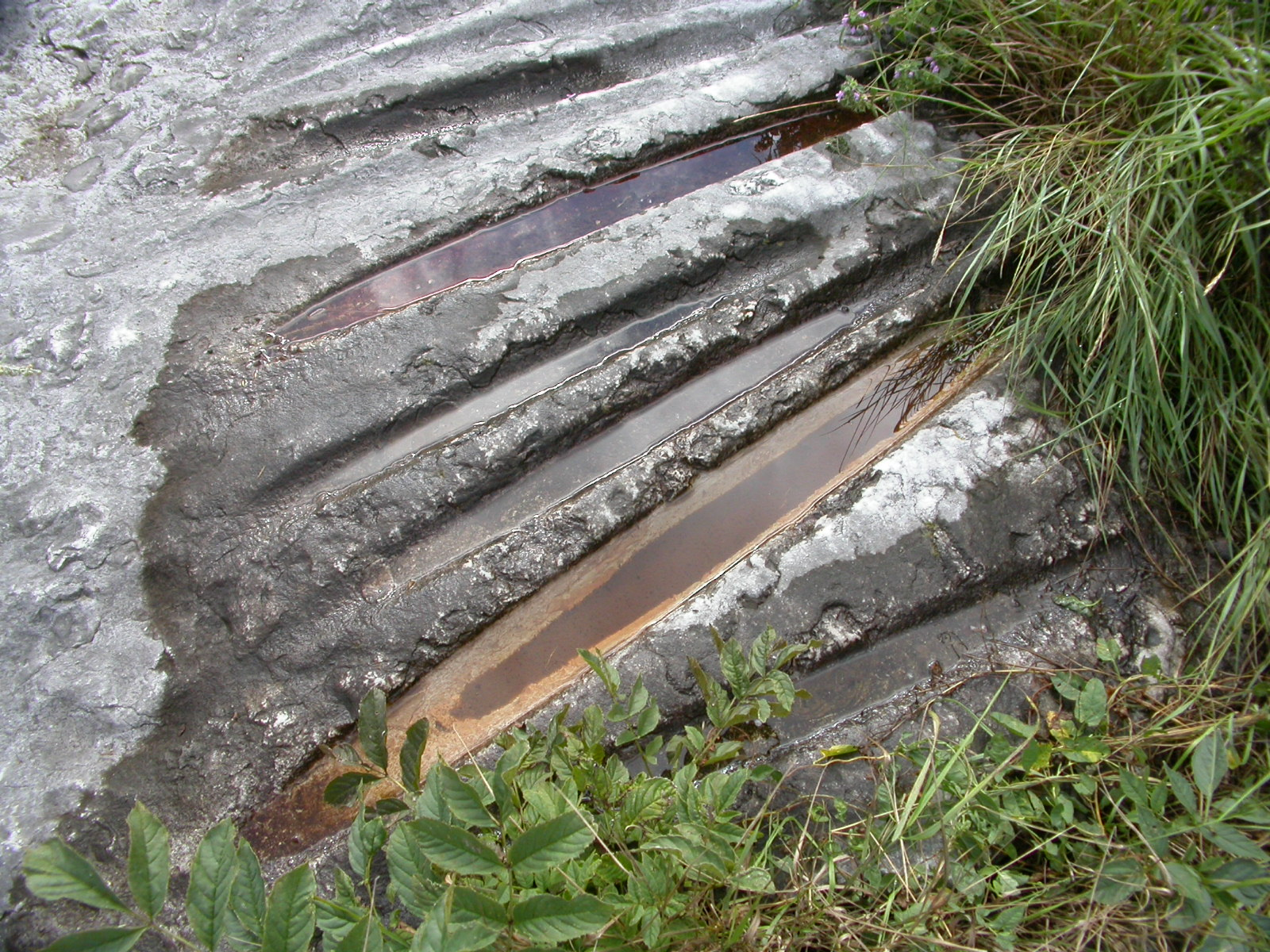
Sliprännor i Hajdeby, Gotland.

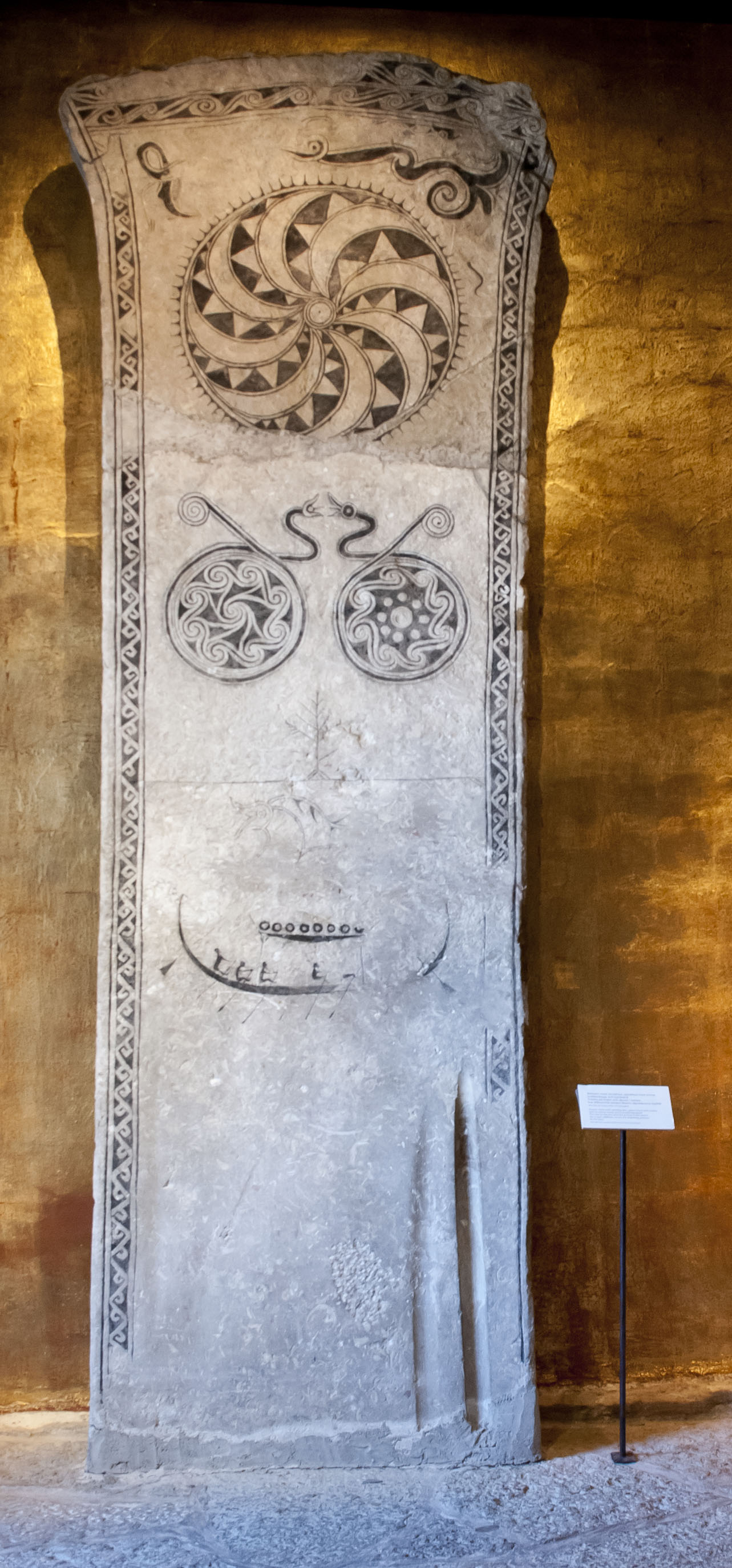
Sliprännor på en bildsten i Gotlands fornsal.

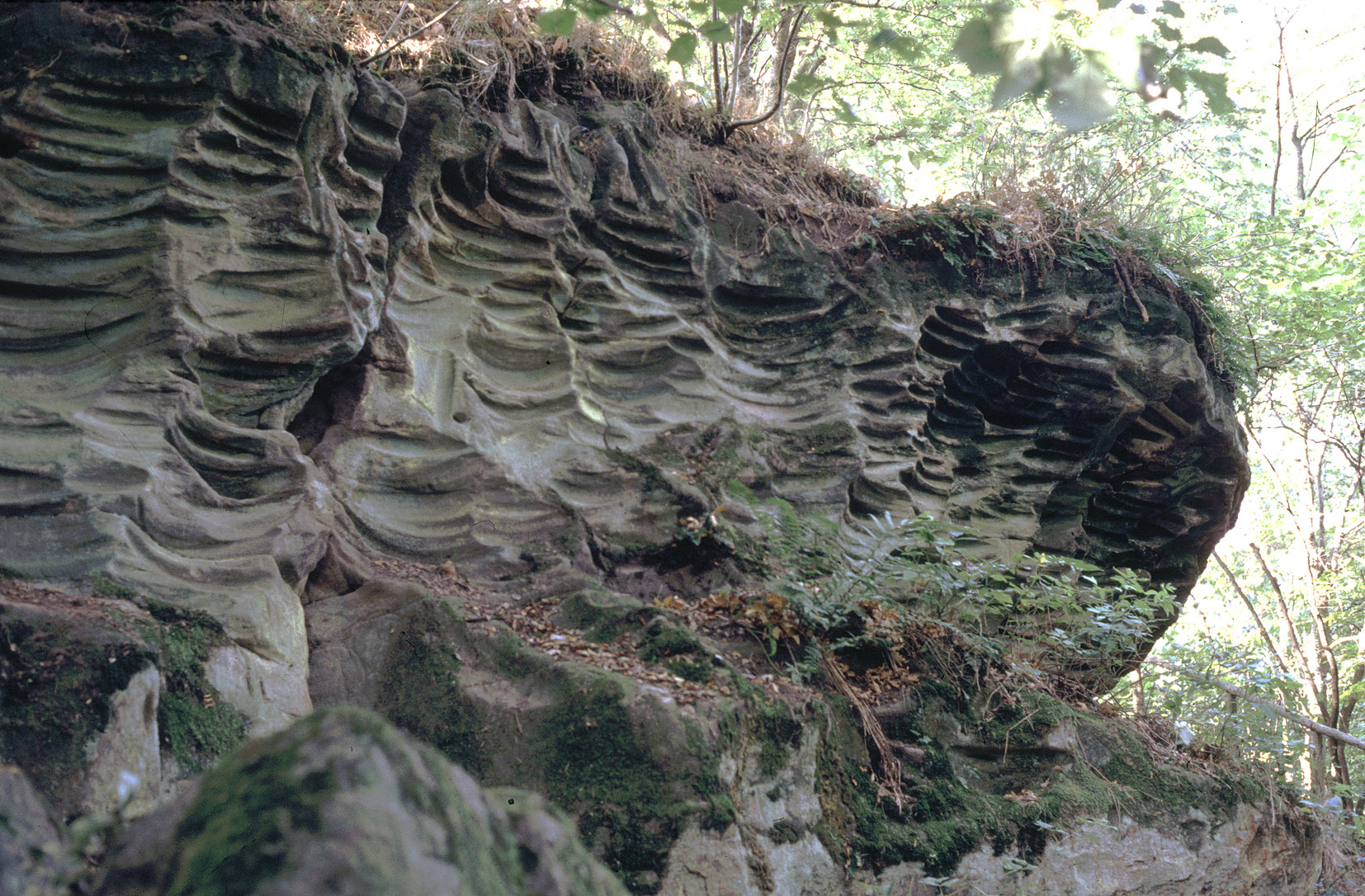
Sliprännorna i Gantofta Skåne.

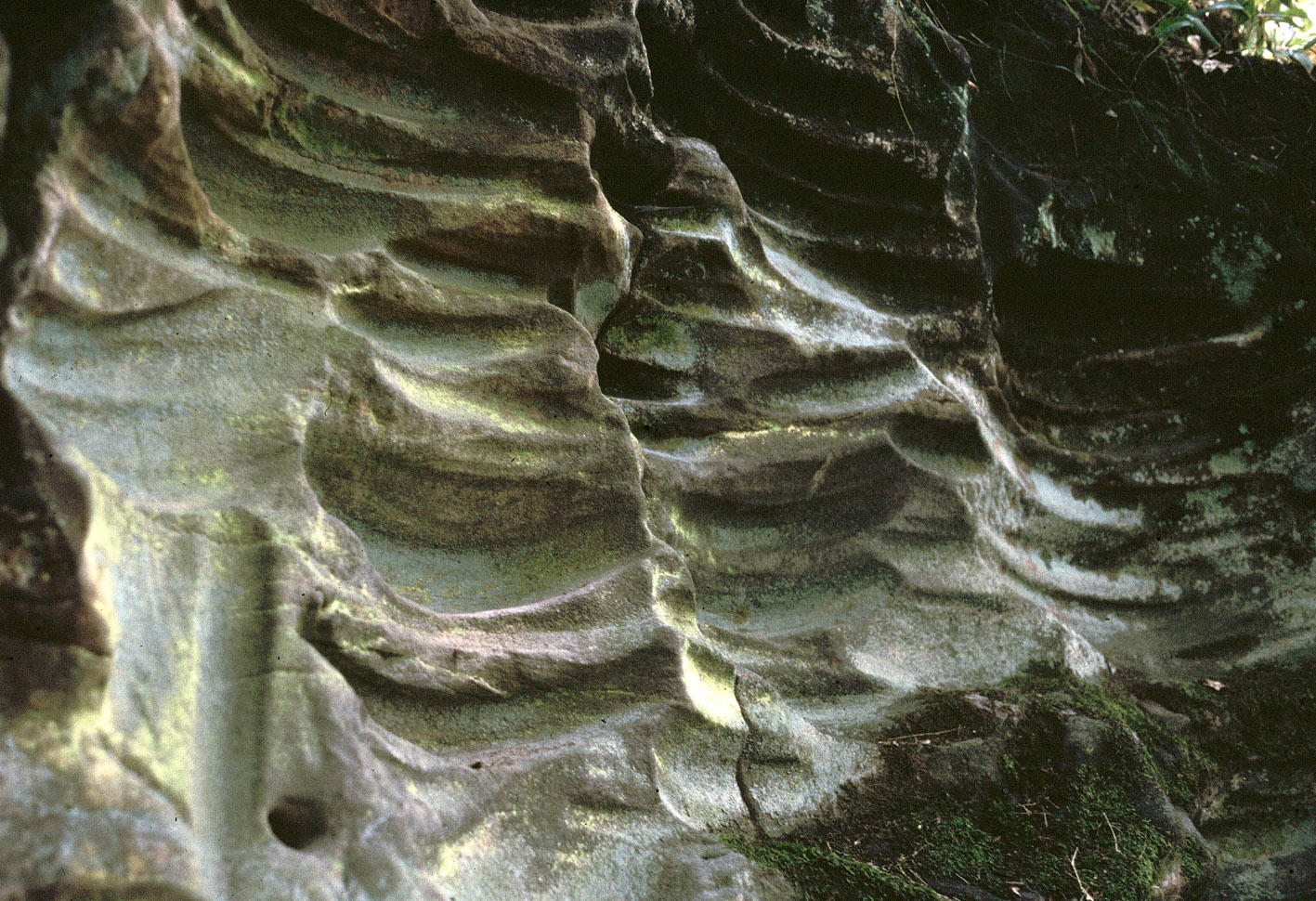
Detalj av rännor från Gantofta.

Sliprännor eller slipskåror är en fornlämningstyp som i folkmun i Sverige ofta kallas svärdslipningsstenar. De utgörs av slipade raka fördjupningar i berg och stenblock med jämnt bågformig längdsektion. De är från ett par decimeter till över en meter långa, vanligen några centimeter breda och upp till en decimeter djupa i mitten. På de flesta platser där de förekommer är de samlade i större eller mindre grupper, liggande sida vid sida, ofta i solfjäderform, ibland korsande (se bilden från Dibjärs), till och med på kanten av en annan slipränna (se bilden från Ronehamn).

## Historia
Den förste som i skrift nämnde om sliprännorna var troligen Danska kyrkans superintendent i Visby stift Hans Nilssøn Strelow i sin Guthilandiske Cronica, som utkom år 1633 i Köpenhamn. Han skriver där om en sorts stenar, "vilka är så som en veckad kudde på ovansidan". Det kan knappast röra sig om någonting annat än sliprännor. Han förmodade att det rörde sig om naturbildningar ("Guds sköna skapelse"). I mitten av artonhundratalet skrev Pehr Arvid Säve om Gotlands historia. Han var antagligen den förste som mera ingående studerade stenarna med sliprännor, av honom benämnda "sliparestenar". Ur Säves anteckningar: Man säger att våra förfäder i dem slipat sina svärd – eller ock att draken i dem skurat sitt gods. – Troligen hafva dessa stenar blifvit begagnade att på dessa slipa våra förfäders stenvapen och flintredskap, som man kallar 'Thors-kilar', och som på Gotland finnas talrika fastän aldrig af landets sten eller kalk.
Sliprännor är i vetenskaplig litteratur kända från Gotland sedan 1850-talet, och då kallades de ”sliparestenar”. August Waldemar Lundberg skrev år 1873 i Vitterhetsakademiens månadsblad att: ”några stenkast från hafsstranden vid Ronehamn å Gotlands sydöstra kust ligga kringspridda en mängd temligen stora rullstensblock af gneis och granit, af hvilka åtminstone tretton äro på de uppåt vända sidorna försedda med inslipade refflor, hvilka i allmänhet icke äro parallella, utan gå i olika riktningar ... Några hafva flera refflor, andra blott en eller två, några refflor äro djupa och långa, andra kortare och grunda, men alla äro uppenbarligen gjorda af menniskohänder i en mycket aflägsen forntid.”
År 1918 gjorde Rutger Sernander undersökningar vid insjön Fardume träsk. Fem stenar med sliprännor låg i vattenytan, men träsket hade sänkts c:a 1 meter i slutet av 1800-talet. Han kom därför till slutsatsen att sliprännorna hade tillkommit under en period med torrt klimat, nämligen subboreal tid, vilken ungefär sammanfaller med yngre stenålder och äldre bronsålder.
Snart skulle dessa fornlämningar emellertid få det fantasieggande namnet ”svärdslipningsstenar”. Det väcktes dock röster mot tolkningen att rännorna uppkommit vid slipning av svärd. Sliprännornas bågform omöjliggjorde nämligen hypotesen. Även mängden sliprännor trotsade tanken på vapenslipar. Enbart på Gotland registrerades i en undersökning redan år 1933 drygt 500 slipblock och sliphällar. Fynden av sliprännor var jämnt fördelade över hela ön. Det konstaterades då också att ”ej sällan gå rännorna i samma block i olika riktningar, någon gång även tvärs över andra. Liknande är fallet å hällytor.”
Den allmänna uppfattningen bland arkeologer i början av 1900-talet var att stenredskap eller i varje fall föremål av sten hade slipats i de gotländska sliprännorna. År 1933 gjorde geologen Henrik Munthe en omtolkning av landhöjningsförloppet på Gotland, varvid de lägst liggande sliprännorna skulle hamna för lågt för en stenåldersdatering. Därmed blev syftet med sliprännorna helt dolt i dunkel. Arkeologen John Nihlén förmodade att kulthandlingar spelade stor roll. Senare har dock denna bild modifierats, och man förmodar att upprepade höjningar och sänkningar av havet kan ha förekommit. Mer ingående studier av strandförskjutningen för fyndplatserna under den aktuella tidsperioden krävs för att ge svar på detta.
1936 publicerade arkeologen Torsten Mårtensson en studie över sliprännorna i nordvästra Skåne. Enligt boende i trakten användes sliprännorna så sent som på 1900-talets början till att slipa så kallade ”vädjestenar”, det vill säga brynstenar för liar. Året därpå publicerade Oskar Lidén en längre artikel där han ifrågasatte Torsten Mårtenssons teori om "vädjestenar" och i stället menade att man slipat stenyxor i rännorna.

## Typer och dateringar
Sliprännor finns på flera platser, varav Gotland står i en klass för sig. Av andra platser i Sverige kan nämnas den nordvästra delen av Skåne samt Halland medan utländska exempel på sliprännor finns i till exempel Tavastland i Finland och i Luxemburg. I Frankrike kallas de "polissoirs" (slipställen), och i Franska Guyana likaså, där de finns i grannskapen till stenverktygstillverkning daterade till stenåldern. De anses på båda dessa ställen som märken efter slipning av olika föremål.
På Gotland uppträder de över praktiskt taget hela ön. Drygt 3600 sliprännor är kända här, av vilka drygt 700 förekommer i den fasta kalkstenshällen och resten fördelar sig på ca 800 block. Dessa senare består ofta av hårda bergarter som granit eller gnejs, men även lösa bergarter som kalksten och sandsten förekommer. Många av dessa har flyttats från sina ursprungliga platser, men en hel del finns kvar i orubbat läge.
De gotländska sliprännorna är inte slumpmässigt orienterade utan har en kraftig koncentration i öst-väst och för övrigt en påtaglig symmetri kring denna riktning. Och med betryggande stor sannolikhet har det också visat sig att de två skilda grupperna fast häll respektive jordfasta block uppvisar samma riktningsfördelning.
Den största förekomsten av sliprännor på en enskild plats finns i Gantofta i Skåne. Här finns i en långsträckt ravinkant tusentals horisontella och vertikala sliprännor. De finns så gott som överallt på den mjuka sandstensväggen, även delvis under överhängande klippblock. Vad som slipats och när detta skett är dock okänt. Lantmäterikartor från 1700-talet visar att berget med rännorna vid denna tid var uppdelat i smala partier mellan gårdarna i byn Gantofta, ungefär som ett samfällt grustag. Det indikerar att rännorna skulle vara relativt sena.
De gotländska sliprännornas datering har varit föremål för debatt mellan arkeologer som hävdar en medeltida datering och icke-arkeologer som hävdar en datering till bondestenåldern. De senare stöder sig framför allt på tanken att sliprännornas riktning skulle kunna ges en astronomisk tolkning, där varje ränna pekar på något himlafenomen som kan rekonstrueras för ett visst årtal under stenåldern. Sliprännorna under överhängande klippblock vid Gantofta kan inte ha använts som siktlinjer.
På några bildstenar från Gotlands yngre järnålder finns sliprännor som tillkommit efter att stenarnas dekor huggits, vilket talar för en sen datering. Samma gäller för nivån över havet på öns lägst placerade sliprännehällar, som visar att de med tanke på landhöjningen inte kan vara äldre än år 1000.
En liknande lämningstyp av separat ursprung är bronsålderns hällkanor och avlånga skålgropar, som förekommer tillsammans med hällristningar.

## Framställning
Den symmetriska bågformen som är vanligast, se bilden med uppmätningsritningen i blocket från Häffinds,[källa behövs] skulle kunna betyda att det kan ha varit något form av hjul eller pendel som nött ner berggrunden eller det lösa stenblocket. Då vore det möjligt att påvisa hur stor hjulets radie eller pendelns längd borde ha varit.

## Funktion
Frågan om hur sliprännorna gjordes och användes är inte avgjord. Man kan skilja mellan tolkningar där rännorna tillkommit som bieffekt av att man slipat något (till exempel svärd under medeltiden, eller stenyxor under stenåldern, eller slipstenar under århundraden), och den arkeoastronomiska tolkningen där varje ränna slipats för att ange en riktning till ett dåtida himlafenomen.